# Беклешов, Николай Андреевич
Николай Андреевич Беклешов (1741—1822) — псковский губернатор, сенатор. Брат Беклешовых Александра, Сергея и Алексея.

## Биография
Родился 5 (16) декабря 1741 года; сын капитан-лейтенанта флота Андрея Богдановича Беклешева и его супруги Анны Юрьевны, урождённой Голенищевой-Кутузовой.
В 1756 году был определён кадетом в Сухопутный шляхетный корпус, по окончании которого произведён в офицеры и в 1764 году назначен адъютантом при корпусе, а в 1768 году перешёл в армию капитаном. В 1769 году он участвовал в турецком походе и был в сражении при взятии Хотина, а в 1770 году был уволен от службы с чином секунд-майора. 
В 1778 году, при открытии Псковского наместничества, он был избран заседателем в верхний земский суд, в 1780 году определён в тот же суд прокурором, с чином коллежского асессора, и в 1783 году — советником в псковское наместническое правление. Высочайшим указом 17 октября 1783 года Беклешов был назначен вторым председателем псковского верхнего земского суда, а 30 января 1794 года — председателем псковской палаты гражданского суда; с 28 февраля 1795 года он был определён поручиком правителя псковского наместничества, т. е. вице-губернатором. 
Произведенный в действительные статские советники, Беклешов был назначен 5 сентября 1798 года Псковским гражданским губернатором; 24 июля 1799 года награждён орденом Св. Анны 1-й степени; 9 июля 1800 года пожалован в тайные советники, а 26 декабря 1800 года уволен от службы с пенсионом.
Высочайшим указом 15 декабря 1803 года был назначен к присутствованию во 2-м департаменте Сената. В 1810 году перемещён в I отделение 5-го департамента, в котором оставался до самой смерти. Кроме того, 29 августа 1316 году ему было повелено присутствовать в комитете, особо учреждённом при Сенате для уравнения по всему государству земских повинностей. 
Умер 6 (18) июня 1822 года в Санкт-Петербурге. Погребён на Лазаревском кладбище Александро-Невской лавры; там же была похоронена его супруга Анна Ивановна, урожд. Неронова (1753—1805); на могиле — гранитный памятник в виде обелиска.